# یواس‌اس استیکل‌بک (اس‌اس-۴۱۵)
یواس‌اس استیکل‌بک (اس‌اس-۴۱۵) (به انگلیسی: USS Stickleback (SS-415)) یک زیردریایی بود که طول آن ۳۱۱ فوت ۱۰ اینچ (۹۵٫۰۵ متر) بود. این زیردریایی در سال ۱۹۴۵ ساخته شد.